# جيمس إس. فري
جيمس إس. فري (بالإنجليزية: James S. Free) هو صحفي أمريكي، ولد في 5 نوفمبر 1908، وتوفي في 3 أبريل 1996.